# Cratere Sigyn
Sigyn è un cratere sulla superficie di Callisto.